# Picão (sobrenome)

## Picão (sobrenome)
Sobrenome português que teve a sua origem no século XIV e que existe, sobretudo, no concelho de Elvas. Apesar de desconhecidas as suas raízes, deu origem a uma vasta família alentejana. Trata-se de uma genuína estirpe de grandes lavradores que, sem ter ascendido *a nobreza com foro, é no entanto bem representativa da classe de abastados proprietários rurais que detiveram, sobretudo a partir do século XVIII, grande peso económico na vida comunitária do interior alentejano, substituindo a maior parte das vezes com vantagem alguma fidalguia que, pouco vocacionada para as lides agrícolas, preferia quase sempre arrendar ou aforar o seu património continuando a habitar nas vilas e cidades.

### Origens
Houve sempre grande mistério sobre a origem deste sobrenome. Os estudiosos apenas são unânimes quanto à origem toponímica do mesmo, mas aí surge-nos um problema: Qual a localidade que lhe deu o nome? Existe a possibilidade de ter sido tirado do lugar de Picão, em Castro Daire. Mas pode também ter aparecido mais recentemente (séc.XVI) em Santa Eulália — Concelho de Elvas — pois sabemos da existência de uma herdade chamada “Chão dos Picões” e que pertencia a essa família, que pode bem ter adoptado o nome da herdade para si, tal como foi o caso da família Rasquilha de Arronches e da herdade “A do Rasquilho”.
Contudo, segundo Cristóvão Alão de Moraes “Pedro Affonso foi criado do Bpo. de Vizeu D. João de Abreu e veyo cõ elles para a d.ª cidade, E por ser natural da Pica de Regalados lhe chamarão o ‘Picão que ficou por apellido a seu f.º. Casou na d.ª cidade cõ Brites Als. filha de Lopo Martins de Argala natural de Leonil, E ouvidor que fora do Conde de Marialva nas Terras que tinha na Ribeira (…)”

### Personalidades
José da Silva Picão — Escritor e etnógrafo.
Isabel Maria Picão (nascida Isabel Maria Aquilina Portocarrero de Saavedra y Campos) — grande proprietária em Elvas.
Maria Isabel Picão Caldeira Carneiro (Madre Maria Isabel da Santíssima Trindade) — religiosa e fundadora da Ordem das Irmãs Concepcionistas.
José Manuel Serra Picão de Abreu — Presidente da Federação Portuguesa de Rugby.
Major-General António Luís Serra Picão de Abreu — Comendador da Ordem Militar de Avis, Cruz de Guerra de 1.ª classe.